# Kabupaten de Karawang
Le kabupaten de Karawang, en indonésien Kabupaten Karawang, est un kabupaten de la province de Java occidental. Son chef-lieu est la ville de Karawang, qui est administrativement distincte et a le statut de kota.
Aujourd'hui un des greniers à riz de cette province, Karawang fut un centre économique et politique important et possède de nombreux vestiges archéologiques de temples bouddhiques et hindouistes, ensevelis par les dépôts fluviaux du Citarum au cours des siècles.

## Géographie
Karawang est bordé :
- Au nord, par la mer de Java,

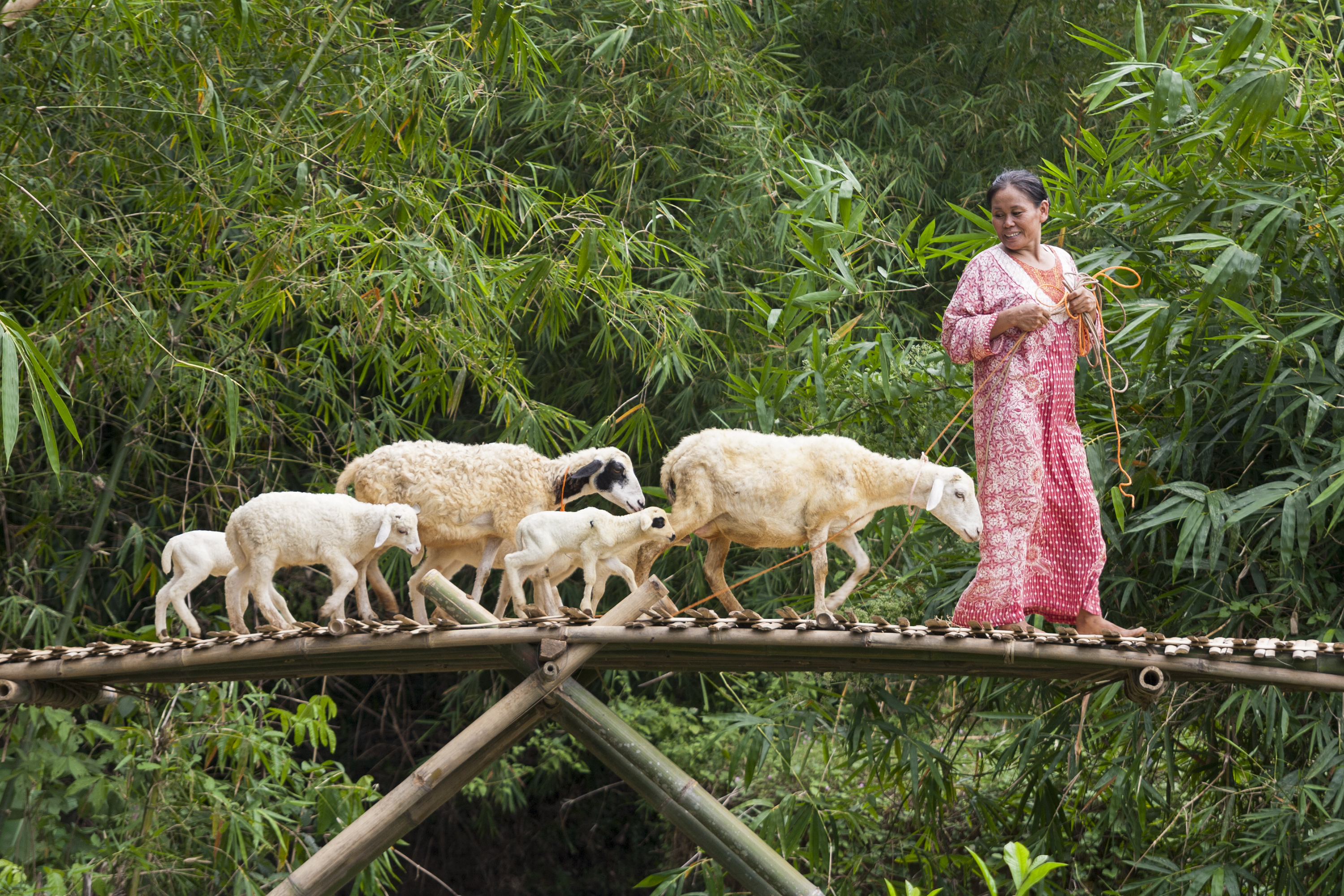
Une mère éleveuse de moutons dans la région de Loji, dans le kabupaten de Karawang.

- À l'est, par le kabupaten de Subang,
- Au sud, par ceux de Purwakarta, Cianjur et Bogoret
- À l'ouest, par celui de Bekasi.

## Histoire

### La période ancienne
Des fouilles ont été entreprises au début des années 2000 sur les sites des Batujaya et Cibuaya, découverts en 1984. Ces fouilles pourraient révéler des structures témoignant d'un site urbain antérieur à la période hindou-bouddhique indonésienne, également appelée période classique, qui commence au Ve siècle de notre ère.

### La période classique
Les chroniques datant de 412-413 du moine bouddhiste chinois Faxian, qui, en dehors de quelques inscriptions, sont la seule source écrite connue sur le royaume de Tarumanagara, relatent la faible présence du bouddhisme sur l'île de Java.
On pense que Tarumanagara disparaît au VIIe siècle. Des vestiges hindouistes furent découverts lors de fouilles historiques et archéologiques, menées dans un premier temps par des chercheurs occidentaux tels que Johannes Nicholas Krom, H. Kern et Jean Boisselier. Leurs premières découvertes suscitèrent l'intérêt des philologues et archéologues indonésiens Ayatrohaedi, Edi Sedyawati, Edi S. Ekadjati et R. Cecep Eka Permana, qui mirent au jour dans les années 1950 trois statuettes de la divinité hindoue Vishnou. Par la suite, des fouilles plus approfondies révélèrent un ensemble de monuments bouddhiques à Cibuaya, puis un autre à Batujaya, découverts par le département d'archéologie de l'université d'Indonésie en 1984.
Ces temples de briques furent ensevelis par la montée du niveau des sols. Leur architecture présente des traces d'agrandissements et de modifications ultérieurs.
On ne possède pas de traces matérielles ultérieures sur cette période de l'histoire de la région.
D'après la tradition sundanaise, Karawang était sous la souveraineté du royaume de Pajajaran. On date la chute de celui-ci de 1579.

### La période moderne
Le successeur de Pajajaran est la principauté de Sumedanglarang, dont le souverain est le prince Geusan Ulun.
Geusan Ulun meurt en 1608. Son fils Rangga Gempol lui succède. À l'époque, le centre de Java voit l'essor d'une nouvelle puissance, le royaume de Mataram. Son souverain, le Sultan Agung (règne 1613 - 1645), entreprend une série de conquêtes, soumettant l'une après l'autre les différentes principautés de l'île. D'après la tradition, Rangga Gempol reconnaît la suzeraineté de Mataram en 1620. Agung le nomme alors wadana, c'est-à-dire administrateur d'un territoire limité à l'ouest par la rivière Cisadane, au  nord par la mer de Java, à l'est par la rivière Cipamali et au sud par l'océan Indien.
À la mort de Rangga Gempol en 1624, Agung nomme wadana Rangga Gede, un autre fils de Geusan Ulun. Le fils de Rangga Gempol s'estime lésé. Il demande l'aide du sultan de Banten pour récupérer Sumedanglarang, en s'engageant à reconnaître sa suzeraineté s'il y parvient. Banten, qui espère de son côté reconquérir Jayakarta, prise par les Hollandais en 1619 et rebaptisée Batavia, envoie une armée à Karawang.
Le sultan Agung dépêche alors un de ses généraux, Aria Wirasaba, avec 1 000 soldats et leurs familles, occuper la région à l'est du fleuve Citarum. Cette région marécageuse est alors appelée "Karawaan" (de rawa, "marais" dans les langues javanaise, malaise et soundanaise), qui évolue ensuite en « Karawang ». Wirasaba a pour mission de construire des fortins et des dépôts de ravitaillement sur la route de Batavia, que le sultan Agung aussi souhaite conquérir.
N'ayant pas de nouvelles de son général, Agung considère qu'Aria Wirasaba a échoué dans sa mission. Agung lance successivement deux attaques sur Batavia, en 1628 et en 1629. Toutes deux échouent. En 1632, détache cette fois-ci le prince Wiraperbangsa, également connu sous le nom de Panatayuda, toujours avec 1 000 soldats et leurs familles. Wiraperbangsa accomplit la mission qu'on lui a confiée. Le sultan Agung le nomme wadana (préfet) de Karawang et lui donne le titre d'Adipati Kertabumi III.
Wiraperbangsa meurt sur le chemin du retour de Mataram à Karawang. Son fils, le prince Singaperbangsa, est élevé à la dignité de dalem (comte) de Karawang, avec le titre d'Adipati Kertabumi IV, le 10 du mois de Maulud de l'an 1043 de l'Hégire (14 septembre 1633). Cette date a été retenue comme celle de la fondation officielle du kabupaten. La tâche de Singaperbangsa est de mettre en valeur cette région de marais. Il fait bâtir sa résidence dans le village de Udug-Udug. Singaperbangsa, premier adipati (gouverneur) de Karawang, meurt en 1677. Les adipati suivants seront des membres de sa famille et des descendants.
Lors de l'occupation de Java par les Anglais (1811-16), Karawang passe sous administration directe des Britanniques. En 1820, le gouverneur-général Van der Capellen rétablit le kabupaten de Karawang, avec Surianata comme 9e bupati (préfet), qui établit sa résidence dans le village de Wanayasa.
En 1830 le 10e bupati, Suriawinata, déplace sa résidence de Wanayasa à Sindangkasih, qu'il rebaptise Purwakarta ("acte ancien" en sanscrit).
En 1949, l'État fantoche du Pasundan divise Karawang en deux kabupaten. La partie occidentale garde le nom de Karawang, avec comme chef-lieu la ville du même nom, tandis que la partie orientale devient le kabupaten de Purwakarta, avec comme chef-lieu Subang. L'année suivante, le chef-lieu de Purwakarta est transféré dans la ville homonyme.
En 1968 est créé le kabupaten de Subang par détachement de celui de Purwakarta.

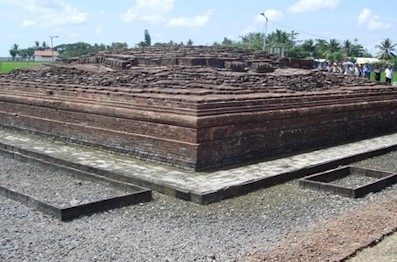
Le temple de Jiwa à Batujaya.

## Culture

### Legoyang Karawang
Le goyang Karawang ou "mouvement de Karawang" est un style de danse populaire. Il évoque le jaipong sundanais mais se danse sur une musique dont l'inspiration semble être plutôt le dangdut et est exécutée par un ensemble appelé bajidor, qui outre des instruments traditionnels soundanais comme la kacapi (une sorte de cithare) ou la flûte suling, ou modernes comme la guitare basse, intègre un tambour semblable au tabla indien.
Les Indonésiens donnent une origine amusant à l'expression. Un jour à Karawang, un homme originaire d'une autre région de Java cherche la gare routière pour rentrer chez lui. Il aperçoit une jeune vendeuse qui porte sur la tête un nyiru, sorte de panier rond et plat en bambou tressé contenant des friandises. L'homme lui demande où se trouve la gare routière. La jeune fille lui réponde : "Par là!" Comme ses deux mains tiennent le nyiru, la seule façon pour elle d'indiquer la chemin est de donner un coup de hanche dans la direction de la gare routière. Rentré chez lui, l'homme aurait raconté que les femmes de Karawang avait le sens du mouvement, au point d'indiquer les directions avec leurs hanches.

### Pèlerinage
La tombe de Singaperbangsa, le premier adipati, est un lieu de pèlerinage, notamment le 10 du mois musulman de mouloud. Ce jour-là, les autorités de Karawang organisent une cérémonie.

## Archéologie

### Le site deBuni
De mi-2005 à mi-2006, on a trouvé les restes 32 hommes de phénotype mongoloïde dans le hameau de Buni au bord de la rivière Bekasi. Auparavant, on y avait trouvé des vestiges d'activité humaine, comme des objets en terre cuite, des perles de verre et des outils en métal. On date les restes humains de 200 avant à 200 de notre ère.

## Religion
D'après la tradition musulmane de la région, la première école coranique fut fondée en 1416 par un ouléma originaire du Champa, le cheikh Hasanuddin, dont le tombeau se trouve dans le village de Pulo Bata. Une de ses disciples épousa le prince héritier du royaume alors encore hindou de Cirebon, qui se convertit à l'occasion à l'islam. Ses deux enfants sont réputés être à l'origine de la diffusion de cette religion dans la province de Java occidental.
Le protestantisme fut la dernière religion arrivée dans la région, apportée au XVIIIe siècle par les Européens. Les pasteurs, constatant la gentillesse de leur accueil et leur intégration rapide, ont commencé à absorber les valeurs religieuses et culturelles du lieu. Leur présence, tout comme la présence des autres religions bouddhiques et hindouistes considérées comme héritages ancestraux, est accueillie avec une grande tolérance bien que la plupart des habitants de Karawang soient musulmans.
Ainsi, afin de soutenir et cultiver l'harmonie religieuse locale, toutes les personnalités religieuses ont fondé dans les années 1990 le Forum des communautés de Karawang, dont le président, K. H. Muhammad Abbas, explique son utilité dans ces termes : «Dès que le moindre problème religieux fait surface, même s'il n'est pas plus gros d'une goutte d'eau, nous en parlons aussitôt pour le résoudre.» Il fait ainsi référence aux émeutes sociales de 1997, où des courants fondamentalistes avaient commencé à infiltrer Karawang pour y répandre leur doctrine, mais sans succès devant le levier de bouclier du Forum.
Voir aussi : Islam en Indonésie ~ Sunda

## Lesadipatides époques de Mataram et coloniale
1. Prince Singaperbangsa (1633-1677), prend le titre d'Adipati Kertabumi III
2. Raden Anom Wirasuta (1677-1721), fils de Singaperbangsa
3. Raden Jayanegara (1721-1731), fils de Wirasuta, prend le titre d'Adipati Panatayuda II
4. Raden Singanegara (1752-1786), fils de Jayanegara, prend le titre de Adipati Panatayuda IV
5. Raden Singasari (1786-1809), gendre de Singanegara, prend le titre de Raden Adipati Aria Singasari
6. Raden Aria Sastradipura (1809-1811), autre fils de Singanegara
7. Raden Adipati Suryalaga (1811-1813), fils aîné de Raden Adipati Suryalaga, bupati de Sumedang
8. Raden Aria Sastradipura (1811-1820), autre fils de Singanegara
9. Raden Adipati Suryanata (1821-1829), gendre de Sastradipura
10. Raden Adipati Suryawinata (1829-1849), frère cadet de Suryanata
11. Raden Muhammad Enoh (1849-1854), prend le titre de Raden Sastranegara
12. Raden Adipati Sumadipura (1854-1863), fils de Sastradipura, prend le titre de Raden Tumenggung Aria Sastradiningrat I, fait construire le pendopo et la grande mosquée de Purwakarta
13. Raden Adikusumah (1883-1886), prend le titre de Raden Adipati Sastradiningrat II
14. Raden Surya Kusumah (1886-1911), fils de Raden Adikusumah, prend le titre de Raden Adipati Sastradiningrat III
15. Raden Tumenggung Aria Gandanagara (1911-1925), frère cadet de Surya Kusumah, prend le titre de Raden Adipati Sastradiningrat III
16. Raden Adipati Aria Suryamiharja (1925-1942)
17. Raden Panduwinata (1942-1945), prend le titre de Raden Kanjeng Pandu Suriadiningrat, dernier bupati à résider à Purwakarta, avant de résider à Subang.